# Цацу, Иоанна
Иоанна Цацу (греч. Ιωάννα Τσάτσου; 1904, Смирна — 30 сентября 2000, Афины) — греческая писательница и поэтесса, супруга президента Греции Константина Цацоса.
Участница движения Сопротивления в Греции (1941—1944). Признана израильским мемориальным институтом «Яд Вашем» Праведницей мира.

## Биография
Иоанна родилась в Смирне в семье юриста и одного из четырёх самых известных греческих поэтов Смирны начала века Стелиоса Сефериадиса и его супруги Деспо Тенекиди.
У четы Сефериадиса, кроме Иоанны было ещё двое детей: будущий дипломат, поэт и лауреат Нобелевской премии Георгиос Сеферис и будущий поэт Ангелос Сефериадис.
Отец работал юристом в Смирне, после чего был принят юридическим советником во французское консульство Франции в городе.
Накануне Первой мировой войны турки начали гонения греческого населения эгейского побережья Малой Азии и в 1914 году отец перевёз с семью в Афины, где с 1919 года он стал преподавать международное право на юридическом факультете Афинского университета и в 1920 стал его профессором.
Иоанна училась юриспруденции в Афинском университете. Она стала первой женщиной в этом университете представившей и защитившей докторскую диссертацию — тема диссертации «Влияние национальности (гражданства) на престиж брака».
Несмотря на своё пионерство она не последовала юриспруденции и оставила своё имя в других сферах жизни страны.
Ещё с детских лет в дом отца, а затем в дом мужа, за которого вышла замуж в 1930 году, были вхожи писатели и поэты, такие как К. Паламас, А. Сикелианос, С. Миривилис, Г. Теотокас и др.
Иоанна также последовала за своим отцом и братьями и начала писать исторические книги и беллетристику.
Однако её работы стали издаваться только после войны. В 1965 году была издана её работа в форме дневника «Страницы оккупации» («Φύλλα κατοχής»). После чего, в 1968 году, был издан её поэтический сборник «Слова тишины» («Λόγια της σιωπής»), а затем, до 1973 года, ещё восемь поэтических сборников.
В 1973 году она издала книгу «Мой брат Йоргос Сеферис» («Ο αδελφός μου Γιώργος Σεφέρης» ISBN 9789600500813), за которую в 1974 году получила Первую государственную премию за (литературную) биографию. Кроме того, за свою литературную работу, она была награждена золотой медалью Французской академии (1976), премией поэзии имени де Виньи (1978), Первой премией поэзии Sicilia (1980) и премией Gramatikakis — Neuman французской Академии моральных и политических наук.
Её работы были переведены на английский, французский, итальянский и румынский языки.

## Участие в Сопротивлении — Праведница мира
С началом тройной, германо-итало-болгарской, оккупации Греции (1941−1944) Иоанна вступила в подпольную организацию полковника Д. Псарроса.
В начальный период её основной задачей было спасение и эвакуация британских военнослужащих, не успевших покинуть Грецию в апреле-марте 1941 года.
Впоследствии её основной деятельностью стало участие в «Национальной Организации Христианской Солидарности» (Εθνικός Οργανισμός Χριστιανικής Αλληλεγγύης — Ε.Ο.Χ.Α.) архиепископа Дамаскина. Первоначально в её обязанности входило оказание помощи семьям расстрелянных.
В своей книге «Расстрелянные в оккупацию» («Εκτελεσθέντες επί Κατοχής») (изд. 1947), она опубликовала все имена расстрелянных которые ей удалось сохранить, доклады священников присутствовавших при расстрелах и всю доступную биографическую информацию об известных ей расстрелянных. Эта книга стала бесценным документом для получения пенсий семьями расстрелянных, в особенности после того как значительная часть архивов Патриархии была утеряна после войны.
Иоанна была также вовлечена в секретную деятельность Архиепископии и Афинского муниципалитета по выдаче евреям свидетельств о крещении.
Одновременно Иоанна возглавила кухню, где кормились около 200 скрываемых евреев, в основном детей. Несколько детей скрывались в доме Иоанны месяцами, несмотря на то что это угрожало её жизни и жизни её детей.
За её заслуги в спасении большого числа евреев Афин, Иоанна Цацу была признана в 1989 году израильским музеем Яд Ва-шем Праведницей мира.
Её дочь, Деспина Милона, вспоминает без горечи, что «для своих детей у неё тогда не было времени».

### Деятельность в послевоенные годы
Иоанна Цацу продолжила филантропическую деятельность в годы Гражданской войны в Греции (1946—1949), будучи членом «Центра помощи ребёнку» (Κέντρο Βοήθειας του Παιδιού), «Корпуса гречанок» (Σώμα Ελληνίδων Οδηγών), организации «Рубашка солдата», «Международной общественной службы» (Διεθνούς Κοινωνικής Υπηρεσίας).
В период 1950—1951 годов она боролась за право голоса гречанок и в 1966 приняла участие в Шестом комитете ООН (по правовым вопросам).
За свою деятельность в войне и мире она была нагараждена греческой военной «Медалью исключительных поступков» (Μετάλλιο Εξαίρετων Πράξεων), греческим гражданским «Золотым крестом ордена эпопеи» (Χρυσός Σταυρός του Τάγματος της Εποποιίας) (1960), Большим крестом французского Ордена заслуг (1979) и аналогичным Орденом Сенегала.
Иоанна Цацу умерла в возрасте 96 лет, 30 сентября 2000 года в Афинах и похоронена на Первом афинском кладбище.
В браке с Константином Цацосом у неё было две дочери: Деспина Цацу и хореограф Дора Цацу.